# سانتوش رنا
سانتوش رنا (بالإنجليزية: Santosh Rana)‏ هو سياسي هندي، ولد في 1948. حزبياً، نشط في الحزب الشيوعي الهندي.